# ダブケ
ダブケまたはダブカ(アラビア語: دبكة, ラテン文字転写: Dabke 又は Dabka, Dubki, Dabkeh, 複数形：Dabkaat、"踏み鳴らす"の意)はレヴァント地域とイラクの一部で固有のアラブの舞踊の一つである
。
ダブケは、円舞とラインダンスを組み合わせて、レバノン、シリア、ヨルダン、パレスチナなどのコミュニティで、婚礼などの楽しい場において広く行われる。イラクにも同種のチョービー(アラビア語: الجوبي / الچوبي, ラテン文字転写: Chobie)と呼ばれる踊りがある。踊りの列は大抵男女区別なく、右から左へと形作られ、ダブケの踊りのリーダーは、その列の先頭で見物人に向き合ったり他の踊り手達に向き合ったりする。踊りにはリズミカルな踏み鳴らすようなステップ、キック、側行するステップ、ホップ、ジャンプが含まれる。

## 歴史

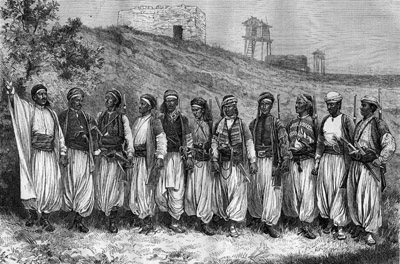
ダブケを踊る男たち, 1880年

パレスチナではダブケのジャンプは、作物がよく育つようにとの思いを込めた、古代の古代のカナン人の豊穣の儀式に由来する、との説がある。これにより、邪気を払い、苗の安全と成長を守ることができるとされていた。
民俗伝承によると、ダブケの踊りはレバント地域由来とされている。この地では家が石造りで、屋根を木材、藁、土で作っていた。土の屋根は均一に圧縮する必要があるため、皆で揃って土を固く踏み固めなければならなかった。この共同作業は ta'awon と呼ばれ、「助け」を意味する awneh という掛け声に由来する。この作業から Ala Dalouna (アラビア語: على دلعونا、語意は「助けに行こう」)という歌が作られた。ダブケとそのリズミカルな歌は、楽しみながら仕事をしっかり行うために仕事と一緒に行われている。

## 主なタイプ

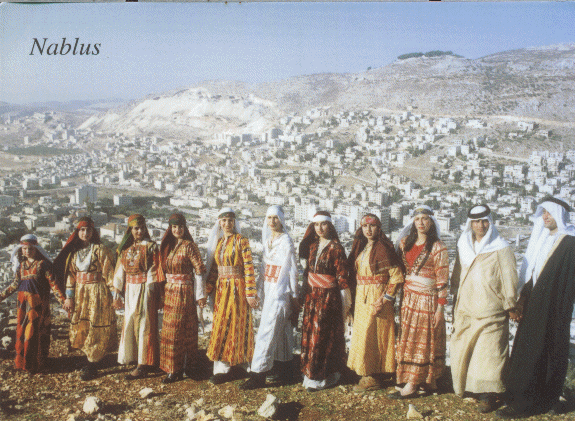
ダブケ

ダブケには主に6つのタイプがある。

### アル・シャマリヤ
アル・シャマリヤ (アラビア語: الشمالية, ラテン文字転写: Al-Shamaliyya)は、恐らく最も有名なダブケの一つである。手をつないで半円を作った男たちの先頭で lawweeh (لويح) が踊りをリードする。lawweeh には踊りの正確さ、即興能力、そして素早さ（足元の軽快さ）で秀でていることが期待される。
ミジュウィズやアルグールで演奏する Dal Ouna の曲を、二人の歌い手と共に演奏家がソロの演奏を始め、ダブケが始まるのが典型的である。
踊り手は曲と同期した動きやステップを編み出し、歌い手が歌を終えると、lawweeh は列から離れて自分一人での踊りを始める。ダブケのリーダーは男性達のステップが一つになるのを見計らって、それに合わせて、踊り手の踊るペースを抑え、右足を左足の前に交差した動きを始める。lawweeh は踊り手達に踊りのベースのリズムを伝え続け、このタイミングで婚礼等のイベントのゲスト達がダブケの列に加わっていく。
以上が、結婚式、割礼、旅人の帰還、囚人の解放、国民の祝日などの、家族の祝賀の場において、ダブケが国民性を示す場として、もっとも一般的で親しまれている形である。

### アル・シャラウィヤ
アル・シャラウィヤ (アラビア語: الشعراوية, ラテン文字転写: Al-Sha'rawiyya)は、男性だけが踊り、重いステップで踏み鳴らすように踊るのが特徴的である。このタイプのデブカでは lawweeh が最も重要な役割を担う。

### アル・カラアディヤ
アル・カラアディヤ (アラビア語: الكرادية, ラテン文字転写: Al-Karaadiyya)は、lawweeh がいないのが特徴的である。ゆっくりとした踊りで、その輪の中心には アーゼフ(アラビア語: عازف, ラテン文字転写: azif) と呼ばれるフルート奏者が居る。

### アル・ファラ
アル・ファラ (アラビア語: الفره, ラテン文字転写: Al-Farah)は、最も活発に踊るタイプの一つで、それ故に高度な身体能力が必要な踊りである。

### アル・ガザル
アル・ガザル (アラビア語: الغزل, ラテン文字転写: Al-Ghazal)は、右足の３つの強い踏み鳴らす動作が特徴。。

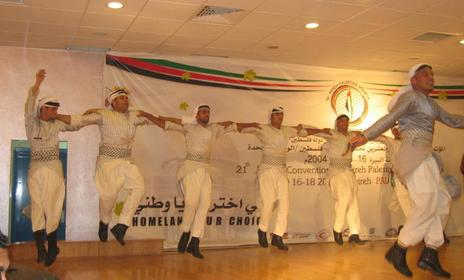
ヨルダン川西岸地区のアル・ビレにてダブケを踊る男性達

### アル・サヒア
アル・サヒア (アラビア語: السحجة, ラテン文字転写: Al-Sahja)は、パレスチナやヨルダンで人気のある踊りで、イギリス委任統治領パレスチナ時代から非常に人気を博す様になった。主にパレスチナの北部及び中央部で踊られ、南部では、更にアル・サマー(アラビア語: السامر, ラテン文字転写: Al-Samir)、アル・ダヒィヤ(アラビア語: الدحية, ラテン文字転写: Al-Dahiyya) の2つのタイプがある。
アル・サマーでは2列の男たちが向かい合い、民俗的な技を競い合う。時には、即興動作の他、互いをなじりあい、その言葉のやり取りの巧みさを競う。
アル・ダヒィヤは、同種の踊りのベドウィン版で、プロの女性の踊り手2つの男性の列の間で踊り、踊り手の気を引くべく男達は競い合い、時には踊り手に金を与えたりする。
アル・サヒアは、zafat al-'areesと呼ばれる「新郎の披露宴」の前に、夜に行われるのが通常である。その村の参列者の男たちのほとんどが加わり、時には、男たちは他の婚礼の祝いに出席したり、直接踊りに加わったりもする。

## 各地の派生

### ヨルダン
ヨルダンには、19種のヨルダン風のダブケがある。その内の一つの Habel Mwadea(アラビア語: حبل مودع) は男女達が一緒に連なって踊るヨルダン風のダブケの総称だが、ヨルダン風のダブケはこれ以外にも以下のタイプがある。
- アル・カラアディヤ (アラビア語: الكرادية, ラテン文字転写: Al-Karaadiyya) ：Al-Taiyyara (الطيارة) としても知られている。
- Al-Tas’awiyya (التسعاوية) ：Al-Ma’aniyya (المعانية) としても知られている。
- アル・シャラウィヤ (アラビア語: الشعراوية, ラテン文字転写: Al-Sha'rawiyya)
- Al-Darrazi (الدرازي)
- アル・シャマリヤ (アラビア語: الشمالية, ラテン文字転写: Al-Shamaliyya)
- Al-’Askariyya (العسكرية)
- Al-Joufiyya (الجوفية)
- Al-Ghawarneh (الغوارنة) ：Deir’Ala (دير علا) としても知られている。
- Wahad w Nos (واحد ونص)
- Abu ’Alanda (أبو علنده)
- Al-Aqabawiyya (العقباوية)
- Al-Ramthawiyya (الرمثاوية)
- Al-Sahja (السحجة) ：男性のみに踊りは制限されている
- アル・ダヒィヤ (アラビア語: الدحية, ラテン文字転写: Al-Dahiyya) ：男性のみに踊りは制限されている
- Al-Hashi (الحاشي) ：女性のみに踊りは制限されている
- Al-Farradiyya (الفرّادية) ：女性のみに踊りは制限されている
- Al-Jamma’iyya (الجمّاعية) ：女性のみに踊りは制限されている
- Al-’Adiyya (العادية) ：Al-Dalo’una (دبكة الدلعونا)としても知られており、もっとも簡単で穏やかなヨルダン風のダブケ[11]

### パレスチナ
パレスチナには、2つの一般的なタイプのダブケがある。
一つは、アル・シャマリヤ、アル・シャラウィヤ、アル・カラアディヤ などのタイプである。
アル・シャマリヤ と アル・シャラウィヤ は6小節、アル・カラアディヤ は4或いは8小節で踊る。
もう一つのタイプは dabke niswaniyyah で女性によってのみ踊られる。
各タイプのダブケには、それぞれに対応する曲があり、そのテーマは「愛」であることが多い。
2023年、パレスチナのダブケはユネスコの無形文化遺産に登録された。

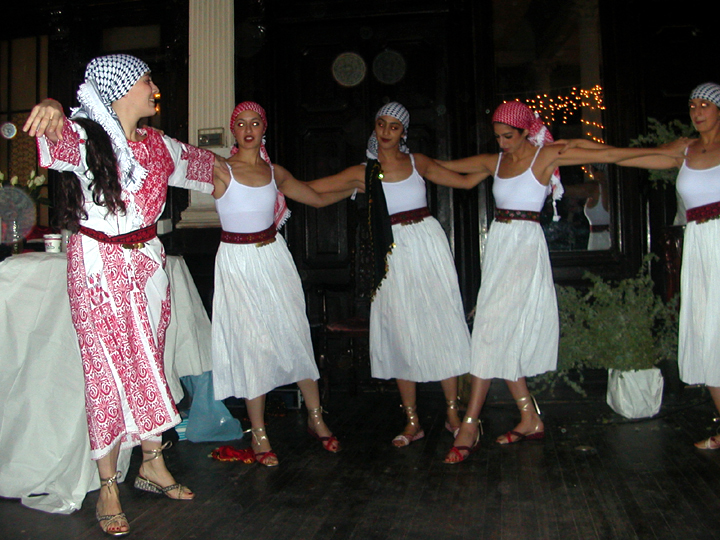
女性のダブケ

### その他の踊り
Oxford International Encyclopedia of Dance では、"Middle East"の章で、その他のラインダンスについても言及している。
- ムルダ(Murdah) は元々ペルシャ湾岸アラブ諸国（英語版）の女性たちによって、男性が漁や真珠採取に出かけている間に踊られていた。2つの女性の踊り手の列が小さなステップでお互いに向かって進み、二行連を歌いながら後退する。二行連の多くは、愛しい人の不在を嘆くものである。この地域では海の仕事は既に経済的に重要でなくなっているが、女性たちは社交的な場でこの踊りを続けている。

- アフワシュ(Ahwash, フランス語: ahouache) は、モロッコのハイ・アトラス山脈（英語版）のベルベル人によって踊られ、一つ或いは複数の男女それぞれの列で男性太鼓奏者の周りに円又は楕円を形作る(Jouad and Lortat-Jacob, 1978; Lortat-Jacob, 1980)。

ある列が詩を唱え、ほかの列がそれに別の詩で応答し、その後に太鼓の拍子に合わせて皆が動く。これには慣習的に地域の人々がみんな参加する。その間、女性の踊り手達は真っ直ぐに並び、家の織棒を持って、歯切れのよいステップで進む。男性も女性も、暗証した詩を唱える。
同様の踊りがモロッコで ドゥカラ(dukkala)として知られている。その一つのバリエーションでは、一人づつの男女がお互いに向かい合い、競い合うように誰がもっとも長く踊り続けるか確かめるように競い合って踊る(Mercier, 1927)。

## 歌のジャンル
その機会や、歌、聴衆に応じて、男女それぞれに、ダブケのために歌われる数多くの種類の歌がある。人気が高い歌にダル・オウナ (アラビア語: دلعونا, ラテン文字転写: Dal Ouna)、アル・ジャフラ (アラビア語: الجفرا, ラテン文字転写: Al Jafra)、アル・ダヒーヤ (アラビア語: الدحية, ラテン文字転写: Al Dahiyya)、ザリーフ・イル・トオル (アラビア語: ظريف الطول, ラテン文字転写: Zareef il-Tool)等があり、実際にはそれら自体がジャンルをなしており、基本的なリズムは一貫性があり認識できるが、その歌詞はそれぞれの場で大きく変わることがある。Ala Dal Ouna、Jafra、などの特定の曲でも何百もの歌詞が派生した曲を聴くことができ、そのリズム、時には特定のフレーズによって同じものと認識できる。例えば、Ala Dal Ouna という有名なラブソングで以前に異なる話のストーリーを聴いていた人も、同じリズムで別の話の歌でもダル・オウナを思い出すことができる。

## 楽器
ウードは、半分に割った洋梨のような形をしており、短い大きく反ったネックを持つ。6コースの複弦を持ち、通常は鷲の羽を撥にして演奏する。この楽器は深くて穏やかな音を生み出す。
ミジュウィズ(アラビア語: مجوز, ラテン文字転写: mijwiz) はその名前は「二重」を意味するアラビア語に由来し、レバノン音楽でとても人気が高い。リードをもつクラリネットの一種で、端の円形の開口部から自然に息を吹き込み、管の前の指孔を指で操作することで演奏する。minjjayra はミジュウィズと似たフルートで、ミジュウィズと同じスタイルで演奏する。
ダラブッカ(tablah) は小さな手持ちの太鼓で、最も広く演奏される打楽器の一つである。大抵のダラブッカには美しく装飾されており、木やタイル、骨材による象嵌、エッチングした金属や塗装によって、近東地域の典型的なデザインが描かれている。ダラブッカは広い首の花瓶の形の開口部にヤギや魚の皮を張って膜音を鳴らしている。気候の関係で、現在では魚の皮を使うことはまれになっている。今日では合成樹脂製の膜で作られており、エジプトのアレクサンドリア製が一般的である。本体は通常は土器か金属で作られており、左腕の下または脚の間に置いて演奏する。強いビートの場合は中央部を、鋭い中間ビートは端部を叩く。使っている内に膜が緩んでくるとヘッド部分を温めて正しい音が出るように戻したりする。
ダフ(Daf) は、小ぶりのリック共々、タンバリンに似た形状の楽器である。円形の枠に山羊または魚の皮で片面に膜を張って作られている。円形の枠には金属の円盤の組が組み込みまれており、叩いた時に音が鳴るようになっている。この打楽器の音は多くのアラブ音楽、特に古典作品の演奏でリズムを奏でている。
アルグール(アラビア語: يرغول, ラテン文字転写: arghul)は独奏、或いは歌手と共に演奏し、デブカを始める時に鳴らされる。ミジュウィズと違い、管の片方にだけ指孔がある。

## トピック

### ダブケ参加者数の世界記録
2011年8月、レバノンの [Dhour El Choueir] 村にて Dhour El Choueir Summer Festival が開催され、5050人によるデブカの踊りの列が作られ、世界記録を樹立、現在も世界記録を保持している
レバノンの記録に破られるまでの記録は、モントリオールの Marcelin Wilson Park で開催された Folklorique Les Chevaliers du Liban（
Tollab, Lebanese Student Federation 主催) の参加者4,475人がダブケを5分以上踊った記録であった。更にその前は、Tollab が持っていた記録で、イスラエルのアッコにてイスラエルのアラブ系市民による 2,743人で、もっとも初期の記録ではトロントでの 1,700人のものがある。

## 参考資料
- Adra, Najwa. "Middle East"  The International Encyclopedia of Dance. Ed. Selma Jeanne Cohen and the Dance Perspectives Foundation. Oxford University Press, 2003.  Georgetown University.  3 December 2010[25]

- Cohen, Dalia; Katz, Ruth (2006). Palestinian Arab music: a Maqām tradition in practice (Illustrated, annotated ed.). University of Chicago Press. ISBN 978-0-226-11299-2
- Kaschl, Elke. Dance and Authenticity in Israel and Palestine: Performing the Nation. Leiden & Boston, MA: Brill; 2003.
- Ladkani, Jennifer. "Dabke Music and Dance and the Palestinian Refugee Experience: On the Outside looking in." Ph.D. dissertation, Florida State University, 2001.
- McDonald, David A. "Poetics and the Performance of Violence in Israel/Palestine." Ethnomusicology. 53:1, Winter 2009.
- Rowe, Nicholas. "Dance and Political Credibility: The Appropriation of Dabkeh by Zionism, Pan-Arabism, and Palestinian Nationalism." Middle East Journal, 65.3 (2011): 363–80. Summer 2011. Web. 20 Mar. 2012. Print.
- Rowe, Nicholas. “Raising Dust: a Cultural History of Dance in Palestine.” Publisher London ; New York, NY : I.B. Tauris ; New York, NY : Palgrave Macmillan, 2010.
- Handelsman, JoEllen. 3, Dance Styles of the Middle East. “Near and Middle Eastern Dance Workbook.” 2nd ed. Tucson: Premium Source, 2012. 7. Print.